# Axinella dissimilis
Axinella dissimilis is een sponssoort in de taxonomische indeling van de gewone sponzen (Demospongiae) en behoort tot de familie Axinellidae. De wetenschappelijke naam van de soort werd voor het eerst geldig gepubliceerd in 1866 door James Scott Bowerbank.

## Beschrijving
Axinella dissimilis is een middelgrote, vertakte, vingerachtige spons. Meestal ongeveer 15 cm hoog en geel/oranje van kleur. De takken zijn ongeveer ovaal en hebben een nogal onregelmatige diameter over hun lengte, meestal rond de 1,5 cm. De spons vertakt zich vaak in bijna hetzelfde vlak en vormt een ruwe waaiervorm. Er is een korte steel, eerder dikker dan de takken. Het sponsoppervlak heeft een fluweelachtige textuur en is matig stevig maar elastisch.

## Verspreiding
Het verspreidingsgebied van deze sponzensoort zijn de Atlantische kusten van Frankrijk en Spanje en de Kanaaleilanden. Ook opgenomen vanuit IJsland. Bij de Britse Eilanden aanwezig op een paar locaties rond Mull, het zuidwesten van Engeland en de westelijke uiteinden van Wales. In Ierland zijn er gegevens uit het zuidoosten, het zuidwesten en langs de Atlantische kust naar het noordoosten. A. dissimilis wordt meestal aangetroffen in blootgestelde open kusten, op naar boven gericht gesteente of andere harde oppervlakken in de circalittorale zone.